# دیوید لنس جانستون
دیوید لنس جانستون (انگلیسی: David Johnston؛ زادهٔ ۱۹۶۲) دریابد نیروی دریایی سلطنتی استرالیا است، که از ژوئیه ۲۰۲۴ به‌عنوان رئیس نیروی دفاعی استرالیا فعالیت می‌کند.
جانستون فعالیت نظامی را از سال ۱۹۷۸ در نیروی دریایی استرالیا آغاز کرد، از ۲۰۰۵ تا ۲۰۰۶ فرمانده اچ‌ام‌ای‌اس آدلاید و از ۲۰۰۶ تا ۲۰۰۷ فرمانده اچ‌ام‌ای‌اس نیوکاسل بود، از ۲۰۱۱ تا ۲۰۱۳ فرماندهی حفاظت مرزی را برعهده داشت، در فاصله سال‌های ۲۰۱۴ تا ۲۰۱۸ رئیس عملیات مشترک فعالیت می‌کرد و از ۲۰۱۸ تا ۲۰۲۴ جانشین رئیس نیروی دفاعی استرالیا بود.